# Rămășițele zilei (roman)
Rămășițele zilei (în engleză The Remains of the Day) este un roman din 1989 al autorului britanic Kazuo Ishiguro, câștigător al Premiului Nobel. Protagonistul, Stevens, este un majordom cu experiență angajat la Darlington Hall, o casă impunătoare în apropiere de Oxford, Anglia. În 1956, face o călătorie pentru a vizita o fostă colegă și își amintește despre evenimentele de la Darlington Hall din anii 1920 și 1930.
Cartea a primit Booker Prize pentru ficțiune în 1989. O adaptare cinematografică a romanului, realizată în 1993 și avându-i în rolurile principale pe Anthony Hopkins și Emma Thompson, a fost nominalizată la opt premii Oscar. În 2022 a fost inclus pe lista „Big Jubilée Read” cu 70 de cărți ale autorilor din Commonwealth, selectate pentru a sărbători Jubileul de Platină al Reginei Elisabeta a II-a.

## Rezumat
Romanul este o narațiune la persoana întâi, povestea lui Stevens, un majordom englez care și-a dedicat viața în slujba lordului Darlington (care tocmai a decedat și pe care Stevens îl descrie din ce în ce mai detaliat în flashback). Pe măsură ce lucrarea progresează, sunt dezvăluite două idei principale: Lordul Darlington a fost un simpatizant nazist, iar Stevens este îndrăgostit de domnișoara Kenton, menajera de la Darlington Hall, moșia lordului Darlington.
Acțiunea romanului începe în 1956, când Stevens primește o scrisoare de la o fostă colegă, domnișoara Kenton. Aceasta îi scrie despre căsnicia ei, iar Stevens deduce că ar fi vorba despre o căsnicie nefericită. În plus, Darlington Hall are un deficit de personal și o menajeră calificată precum domnișoara Kenton ar fi de mare folos. Stevens se gândește să-i facă o vizită domnișoarei Kenton. Noul său angajator, un american bogat pe nume Dl. Farraday, îl încurajează pe Stevens să-i împrumute mașina și să-și ia o vacanță bine meritată - o „călătorie cu motorul”. Stevens acceptă și pornește spre Cornwall, unde locuiește domnișoara Kenton (acum dna. Benn).
În timpul călătoriei, Stevens reflectă asupra loialității sale de nezdruncinat față de lordul Darlington, care găzduise întâlniri de amploare între simpatizanții germani și aristocrații englezi, încercând să influențeze afacerile internaționale în anii de dinaintea celui de-al Doilea Război Mondial; asupra semnificației termenului „demnitate” și a elementelor care formează un mare majordom; despre relația cu răposatul său tată, un alt om serios care își dedicase toată viața slujbei sale. În cele din urmă, Stevens este forțat să se gândească la caracterul și reputația lordului Darlington, precum și la adevărata natură a relației sale cu domnișoara Kenton. Pe măsură ce cartea progresează, apar tot mai multe dovezi cu privire la atracția și afecțiunea reciprocă din trecut dintre domnișoara Kenton și Stevens.
În perioada când au lucrat împreună în anii 1930, Stevens și domnișoara Kenton nu și-au mărturisit niciodată adevăratele sentimente. Conversațiile lor, așa cum și le amintește Stevens, arată o prietenie profesională care uneori a fost la un pas de a se transforma în romantism, dar aceasta a fost evident o limită pe care niciunul nu a îndrăznit să o depășească. Stevens, mai ales, nu a cedat niciodată, chiar și atunci când domnișoara Kenton a încercat să se apropie de el.
Când în sfârșit se reîntâlnesc, dna. Benn, care este căsătorită de mai bine de douăzeci de ani, recunoaște că s-a întrebat dacă nu a făcut o greșeală căsătorindu-se, dar că a ajuns să-și iubească soțul și că așteaptă cu nerăbdare nașterea primului lor nepot. Mai târziu, Stevens se gândește la oportunitățile ratate, atât cu domnișoara Kenton, cât și cu privire la deceniile de devotament dezinteresat față de Lordul Darlington, care poate că nici nu fusese demn de fidelitatea și abnegația lui de necontestat. Spre sfârșitul călătoriei sale, discutând cu un străin prietenos de aceeași vârstă cu el și provenind cam din același mediu, Stevens vorbește chiar despre unele dintre aceste sentimente. Acel bărbat îi spune că este mai bine să te bucuri de timpul prezent decât să te rămâi blocat în trecut, deoarece, în definitiv, „seara” este cea mai bună parte a zilei. La sfârșitul romanului, Stevens pare să fi luat aceste vorbe în serios, deoarece se concentrează pe „rămășițele zilei” din titlu, semnificând viitorul său serviciu cu domnul Farraday și ceea ce a mai rămas din propria sa viață.

## Personaje
Domnul Stevens, naratorul, este un majordom englez care servește la Darlington Hall; un om devotat, cu standarde înalte, deosebit de preocupat de demnitate (exemplificat prin faptul că cititorul nu află niciodată care este prenumele său).
Domnișoara Kenton este menajera de la Darlington Hall, mai târziu doamna Benn prin căsătorie; o angajată extrem de capabilă și demnă care îl ajută pe domnul Stevens să administreze Darlington Hall. Pe măsură ce timpul trece, ea și domnul Stevens dezvoltă o legătură de lungă durată.
Lordul Darlington este proprietarul moșiei Darlington Hall. O conferință de reconciliere organizată de el între diplomați de rang înalt englezi și germani se sfârșește cu un eșec, ceea ce îi provoacă declinul politic și social.
William Stevens (dl. Stevens senior) este tatăl în vârstă de 72 de ani al domnului Stevens, care lucrează ca sub-majordom. Stevens senior suferă un accident vascular cerebral sever în timpul conferinței de la Darlington Hall. Fiul său a fost împărțit între a sluji și a-l ajuta pe tatăl lui.
Senatorul Lewis este un senator american care îl critică pe Lordul Darlington ca fiind un „amator” în politică.
Tânărul domn Cardinal este fiul unuia dintre cei mai apropiați prieteni ai Lordului Darlington și jurnalist; este ucis în Belgia în timpul celui de-al doilea război mondial.
M. Dupont este un politician francez de rang înalt care participă la conferința lordului Darlington.
În călătoria sa cu mașina, Stevens are întâlniri scurte cu alte câteva personaje. Ele acționează ca niște oglinzi pentru Stevens și arată cititorului diferite fațete ale acestuia și, de asemenea, toți sunt amabili și încearcă să-l ajute.

## Publicare
Rămășițele zilei a fost publicat pentru prima dată în Regatul Unit de către Faber and Faber în mai 1989, și în Statele Unite de Alfred A. Knopf pe 4 octombrie 1989.

## Receptare critică
Rămășițele zilei este unul dintre cele mai apreciate romane britanice de după război. În 1989, romanul a câștigat Booker Prize. Ocupă locul 146 într-o listă întocmită de Brian Kunde de la Universitatea Stanford, a celor mai bune ficțiuni în limba engleză din secolul al XX-lea.
În 2006, The Observer a solicitat unui număr de 150 de scriitori și critici literari să voteze pentru cel mai bun roman britanic, irlandez sau din Commonwealth, din 1980 până în 2005; Rămășițele zilei s-a clasat pe locul al optulea. În 2007, Rămășițele zilei a fost inclus într-o listă a „Cărților fără de care nu poți trăi” și, de asemenea, într-o listă din 2009 „1000 de romane pe care toată lumea trebuie să citească”. The Economist a descris romanul drept „cea mai faimoasă carte a lui Ishiguro”.
Pe 5 noiembrie 2019, BBC News a inclus Rămășițele zilei pe lista sa cu cele mai influente 100 de romane.
Într-o recenzie retrospectivă publicată în The Guardian în 2012, Salman Rushdie susține că „povestea adevărată... este cea a unui om distrus de ideile pe care și-a construit viața”. În viziunea lui Rushdie, obsesia lui Stevens pentru demnitate l-a costat relații iubitoare cu tatăl său și cu domnișoara Kenton.
Kathleen Wall susține că Rămășițele zilei „poate fi văzut ca fiind despre încercările lui Stevens de a se confrunta cu amintirile și interpretările sale nesigure și cu daunele provocate în viața lui de lipsa onoarei”. În special, ea sugerează că Rămășițele zilei contestă relatările academice ale naratorului nesigur. Wall observă că efectul ironic al narațiunii domnului Stevens depinde de presupunerea cititorului că descrie corect evenimentele, în timp ce interpretează acele evenimente în moduri egoiste sau deosebite.
Potrivit lui Steven Connor, Rămășițele zilei evidențiază tema identității naționale engleze. În opinia domnului Stevens, calitățile celor mai buni majordomi, care implică suprimarea emoțiilor personale în favoarea păstrării aparențelor, sunt „identificate ca fiind în esență englezești”. Connor susține că analiștii timpurii ai romanului, care l-au văzut ca fiind despre identitatea națională japoneză, s-au înșelat: „nu pare să existe nicio îndoială că identitatea engleză este cea analiză în acest roman”.

## Adaptări
Romanul a fost adaptat într-un film cu același nume în 1993. Regizat de James Ivory și produs de Ismail Merchant, Mike Nichols și John Calley (respectiv Merchant Ivory Productions), cu Anthony Hopkins în rolul lui Stevens și Emma Thompson în rolul domnișoarei Kenton. În rolurile secundare au interpretat Christopher Reeve (Congresmanul Lewis), James Fox (Lordul Darlington), Hugh Grant (Reginald Cardinal) și Peter Vaughan (Domnul Stevens, Senior). Adaptarea cinematografică a fost nominalizată la opt Premii Oscar. În film, bărbatul care a cumpărat Darlington Hall este congresmanul Lewis, retras din politică.
O adaptare de teatru radiofonic în episoade de câte două ore, cu Ian McDiarmid în rolul principal, a fost difuzată pentru prima dată pe BBC Radio 4 pe 8 și 15 august 2003.
Alex Loveless a realizat o adaptare muzicală a romanului, care a fost pusă în scenă în 2010 la Teatrul Union din Londra și a primit recenzii pozitive.